# Koszalin Żalno
Koszalin Żalno – wąskotorowa towarowa stacja kolejowa w Koszalinie, w województwie zachodniopomorskim, w Polsce.